# Fonologia do galês
A fonologia da língua galesa é caracterizada pelo número de sons que não ocorrem no português e que são tipologicamente raros nas demais línguas europeias, como a fricativa alveolar lateral surda [ɬ] e as consoantes nasais surdas. A tonicidade normalmente cai na penúltima sílaba de palavras polissilábicas, como no português, e as sílabas átonas no final de palavras são mais agudas que as sílabas tônicas. Cabe-se dizer que há duas variedades principais do galês, os dialetos falados no norte de Gales e os falados no sul, e sempre que houver divergências serão especificadas.

## Consoantes
O galês tem os seguintes fonemas consonantais.
|             | Labial | Dental | Alveolar | Alveolar | Palatal   | Dorsal | Glotal |
| central     | Labial | Dental | lateral  |          | Palatal   | Dorsal | Glotal |
| ----------- | ------ | ------ | -------- | -------- | --------- | ------ | ------ |
| Oclusiva    | p b    |        | t d      |          |           | k ɡ    |        |
| Africada    |        |        |          |          | (tʃ) (dʒ) |        |        |
| Fricativa   | f v    | θ ð    | s (z)    | ɬ        | ʃ         | χ (ʁ)  | h      |
| Nasal       | (m̥) m  |        | (n̥) n    |          |           | (ŋ̊) ŋ  |        |
| Vibrante    |        |        | r̥ r      |          |           |        |        |
| Aproximante |        |        |          | l        | j         | (ʍ) w  |        |

Os símbolos entre parênteses são ou alófonos ou somente encontrados em empréstimos. A sibilante sonora /z/ ocorre em palavras de origem estrangeira, como sw /zuː/ 'zoológico', embora seja pronunciada como /s/ nos dialetos setentrionais (/su:/). As africadas pós-alveolares /tʃ/ e /dʒ/ ocorrem principalmente em palavras estrangeiras, como tships /tʃɪps/ 'batata frita' e jeli /ˈdʒɛli/ 'gelatina' (do inglês 'chips' e 'jelly'), mas também em alguns dialetos onde /tj/ e /dj/ são africados, como em /dʒaul/ (de diafol /ˈdjavɔl/ 'diabo'). As oclusivas nasais /m̥ n̥ ŋ̊/ ocorrem majoritariamente no início de palavras, em consequência das mutações do galês (mutação nasal, neste caso). No início de palavras, /χw/ (ou /χʷ/) é coloquialmente realizado como /ʍ/ no sul, como chwech /χweːχ/ 'seis' sendo pronunciado /ʍeːχ/.
Diferentemente do português, as oclusivas galesas /p t k/ são distinguidas de /b d ɡ/ mais consistentemente por aspiração do que por sonorização, já que /b d ɡ/ são surdas em muitos contextos. Esta natureza de ensurdecer é demonstrada pela ortografia: os sons /sp sk/ são escritos com ⟨sb sg⟩, respectivamente, embora /st/ seja escrito com ⟨st⟩ por razões históricas.
As fricativas /v ð/ também podem ser ensurdecidas em alguns contextos, mas são sempre diferenciadas de /f θ/ por terem uma fricção de duração mais curta. Há uma tendência na língua falada de não pronunciar essas fricativas em certos contextos, como a palavra nesaf /nɛsav/ 'próximo' pronunciada como /ˈnɛsa/, ou i fyny /iː ˈvənɨ/ 'acima', vindo da palavra mynydd /mənɨ̞ð/ 'montanha'. Historicamente, isto ocorria com tanta frequência que a fricativa uvular sonora /ʁ/ desapareceu completamente do idioma como fonema. 
A ocorrência e distribuição do fonema /ʃ/ varia de lugar para lugar. Pouquíssimas palavras nativas são pronunciadas com /ʃ/ por todos os falantes (como siarad/ˈʃarad/, 'falar'), embora apareça em empréstimos (siop /ʃɔp/ 'loja', do inglês 'shop'). Nos sotaques setentrionais, /ʃ/ pode acontecer quando /s/ precede /i:/ ou /j/, como em wnes i /neːʃ iː/ 'fiz'. Já em alguns dialetos meridionais /s/ é pronunciado assim quando é precedido por /ɪ/ ou /iː/: mis /miːʃ/ 'mês'. 
Alega-se que o fonema /r/ é pronunciado como uma fricativa uvular sonora /ʁ/ por alguns falantes em Dyfed e Gwynedd, pronúncia conhecida como tafod tew (língua grossa).
No dialeto setentrional, a aproximante lateral alveolar /l/ é velarizada /ɫ/  em todas as posições, o que não ocorre no sul. 

## Vogais

Gráfico mostrando as vogais de um falante da cidade de Bangor.

Os fonemas vocálicos do galês são os seguintes:
|         | Anterior | Anterior | Central | Central | Porterior | Porterior |
| curta   | longa    | curta    | longa   | curta   | longa     |           |
| ------- | -------- | -------- | ------- | ------- | --------- | --------- |
| Fechada | ɪ        | iː       | ɨ̞       | ɨː      | ʊ         | uː        |
| Média   | ɛ        | eː       | ə       | (əː)    | ɔ         | oː        |
| Aberta  |          |          | a       | ɑː      |           |           |

As vogais /ɨ̞/ e /ɨː/ só ocorrem nos dialetos setentrionais; nos dialetos do sul são substituídas por /ɪ/ e /iː/, respectivamente. Nos dialetos meridionais, o contraste entre vogais longas e curtas é encontrado somente em sílabas tônicas; nos dialetos do norte, o contraste só é encontrado em oxítonas, incluindo monossílabos tônicos.
A vogal /ə/ não ocorre no final de sílabas (exceto em alguns poucos proclíticos monossilábicos). Nos dialetos meridionais, esta vogal pode ser longa ou curta. Nos dialetos setentrionais é sempre curta porque as vogais longas só aparecem em sílabas finais, onde a vogal /ə/ nunca aparece. 
| Ditongos            | Segundo componente | Segundo componente | Segundo componente |
| Primeiro componente | anterior           | central            | posterior          |
| ------------------- | ------------------ | ------------------ | ------------------ |
| fechada             | ʊi                 | ʊɨ                 | ɪu, ɨu             |
| média               | əi/ɛi, ɔi          | əɨ/ɛɨ, ɔɨ          | əu/ɛu, ɔu          |
| aberta              | ai                 | aɨ, ɑːɨ            | au                 |

Os ditongos contendo /ɨ/ só ocorrem nos dialetos setentrionais; nos dialetos do sul /ʊɨ/ é substituído por /ʊi/, /ɨu, əɨ~ɛɨ, ɔɨ/ se fundiram com /ɪu, əi~ɛi, ɔi/ e /aɨ, ɑːɨ/ se fundiram com /ai/. Há uma tendência no sul de simplificar ditongos na fala cotidiana, por exemplo, gwaith (trabalho) é pronunciado como /ɡwɑːɨθ/ no norte, mas como /ɡwaːθ/ no sul, e gweithio (trabalhar) é /ɡwɛiθjɔ/ no norte, mas /ɡwiθɔ/ no sul.

## Tonicidade e Altura
A sílaba tônica nas palavras polissílabas normalmente é a penúltima e mais raramente, a última (ex:. verbos terminados em -áu). Exceções podem surgir em relação a palavras de origem estrangeira, como ambiwlans (ambulância) e testament (testamento). Por causa do posicionamento da sílaba tônica, palavras relacionadas e até mesmo os seus plurais podem soar diferentes conforme mais sílabas vão sendo acrescentadas ao final da palavra e a tonicidade move correspondentemente. Ex:
|               |                 |              |
| ysgrif        | /ˈəsɡriv/       | — artigo     |
| ysgrifen      | /əsˈɡriven/     | — escrita    |
| ysgrifennydd  | /əsɡriˈvenɨð/   | — secretário |
| ysgrifenyddes | /əsɡriveˈnəðes/ | — secretária |
Nota-se também que ao adicionar uma sílaba a ysgrifennydd para formar ysgrifenyddes, a pronúncia do segundo "y" é alterada. O motivo é que a sua pronúncia depende se o "y" está na última sílaba ou não.
A tonicidade na penúltima sílaba é caracterizada por ser grave, que é seguida por uma sílaba final aguda. Em palavras onde a tonicidade é na última sílaba, esta também é aguda.